# Ławica skalna
Ławica skalna to warstwa lub zespół warstw wchodzących w skład skały osadowej (niekiedy również innych skał), o zbliżonych cechach sensu lato, a szczególnie wyraźnie wyróżniających się od warstw sąsiednich. Ławica jest wyraźnie oddzielona od góry i dołu równoległymi płaszczyznami. Różni się od pozostałych barwą lub odmienną strukturą.
Najczęściej pojęcie ławica dotyczy w geologii skał zwięzłych, niemniej spotyka się także jej stosowanie do skał luźnych (szczególnie w sedymentologii).